# 1991-es Fiatal Táncosok Eurovíziója
Az 1991-es Fiatal Táncosok Eurovíziója volt a negyedik Fiatal Táncosok Eurovíziója, melyet Finnország fővárosában, Helsinkiben rendeztek meg. A pontos helyszín a Helsinki City Theatre volt. A döntőre 1991. június 5-én került sor. Az Eurovíziós Dalfesztivállal ellenben itt nem az előző évi győztes rendez, hanem pályázni kell a rendezés jogára. Az előző verseny a brit Tecuja Kumakava és a francia Agnès Letestu győzelmével zárult, akik klasszikus balett, illetve kortárs koreográfiájukat adták elő Párizsban.

## A helyszín és a verseny
A verseny pontos helyszíne a Finnország fővárosában, Helsinkiben található Helsinki City Theatre volt.
| Finnország Helsinki |

Akár az előző versenyen, így 1991-ben is két győztest neveztek meg. Franciaország az első ország lett, mely sorozatban második alkalommal győzött.

## A résztvevők
Az először részt vevő Bulgária a második ország lett, mely debütálásakor nem volt tagja a versenyt szervező Európai Műsorsugárzók Uniójának. Kanadával ellentétben ők később (1993-ban) csatlakoztak a szervezethez.
Ausztria, az Egyesült Királyság és Kanada visszalépett a versenyzéstől. Így tizenöt ország képviseltette magát Helsinkiben.
Az elődöntőből a szakmai zsűri hét országot juttatott tovább a döntőbe, így nyolc ország esett ki az első fordulóban.
Finnország kiesésével első alkalommal fordult elő, hogy a házigazda ország versenyzője nem szerepelt a döntőben. A 2005-ig alkalmazott lebonyolítási módszerben ez volt az egyetlen ilyen év.
A ciprusi versenyző, Éleni O’Keefe sorozatban másodszor képviselte a szigetországot. Akárcsak előző részvételén, ebben az évben sem jutott be a döntőbe.

## Zsűri
- Jorma Uotinen (Zsűrielnök)
- Frank Andersen
- Josette Amiel
- Gigi Caciuleanu
- Peter Van Dyk
- André-Philippe Hersin
- Gösta Svalberg
- Heinz Spoerli
- Víctor Ullate

## Elődöntő
| #  | Ország        | Táncos                                 | Tánc                                              | Koreográfus     | Eredmény     |
| -- | ------------- | -------------------------------------- | ------------------------------------------------- | --------------- | ------------ |
| 01 | Olaszország   | Alen Bottaini                          | „Grand pas classique”                             | V. Gszovszkij   | Kiesett      |
| 02 | Belgium       | Vanessa Eertmans                       | „Concerto for Harpsichord and Strings in D minor” | D. Sonnenbluck  | Kiesett      |
| 03 | Spanyolország | Amaya Iglesias                         | „Variations from “La Grisi””                      | L. de Ávila     | Továbbjutott |
| 04 | Finnország    | Titta-Tuulia Karhunen és Pasi Sinisalo | „Le Corsaire”                                     | M. Petipa       | Kiesett      |
| 05 | Dánia         | Johan Kobborg                          | „La Sylphide”                                     | A. Bournonville | Továbbjutott |
| 06 | Hollandia     | Boris Johannes de Leeuw                | „Prelude to a Kiss”                               | P. de Ruiter    | Továbbjutott |
| 07 | Portugália    | Sonia Lima                             | „Don Quixote”                                     | M. Petipa       | Kiesett      |
| 08 | Svájc         | Sarah Locher                           | „The Sleeping Beauty”                             | M. Petipa       | Továbbjutott |
| 09 | Norvégia      | Ingrid Trøite Lorentzen                | „Don Quixote”                                     | M. Petipa       | Kiesett      |
| 10 | Bulgária      | Diljana Nikiforova                     | „The Sleeping Beauty”                             | M. Petipa       | Továbbjutott |
| 11 | Ciprus        | Éleni O’Keefe                          | „Glorianna, Hymne à la femme”                     | N. Mújaszí      | Kiesett      |
| 12 | Jugoszlávia   | Ana Pavlović                           | „Coppelia”                                        | K. Damjanov     | Kiesett      |
| 13 | Svédország    | Kim Savéus                             | „Le Corsaire”                                     | M. Petipa       | Továbbjutott |
| 14 | Franciaország | Emmanuel Thibault                      | „La Sylphide”                                     | F. Taglioni     | Továbbjutott |
| 15 | Németország   | Celia Volk                             | „Le Corsaire”                                     | M. Petipa       | Továbbjutott |

## Döntő
A döntőt 1991. június 5-én rendezték meg nyolc ország részvételével. A végső döntést a kilenctagú szakmai zsűri hozta meg.
| # | Ország        | Táncos                  | Tánc                         | Koreográfus     | Helyezés |
| - | ------------- | ----------------------- | ---------------------------- | --------------- | -------- |
|   | Bulgária      | Diljana Nikiforova      | „The Sleeping Beauty”        | M. Petipa       | —        |
|   | Dánia         | Johan Kobborg           | „La Sylphide”                | A. Bournonville | 3.       |
|   | Franciaország | Emmanuel Thibault       | „La Sylphide”                | F. Taglioni     | 1.       |
|   | Hollandia     | Boris Johannes de Leeuw | „Prelude to a Kiss”          | P. de Ruiter    | —        |
|   | Németország   | Celia Volk              | „Le Corsaire”                | M. Petipa       | —        |
|   | Spanyolország | Amaya Iglesias          | „Variations from “La Grisi”” | L. de Ávila     | 1.       |
|   | Svájc         | Sarah Locher            | „The Sleeping Beauty”        | M. Petipa       | —        |
|   | Svédország    | Kim Savéus              | „Le Corsaire”                | M. Petipa       | —        |

## Térkép

A döntő résztvevői
Az elődöntőben kiesett országok
Országok, melyek korábban részt vettek, de ebben az évben nem

## Visszatérő táncosok
| Előadó        | Ország | Előző év(ek) |
| ------------- | ------ | ------------ |
| Éleni O’Keefe | Ciprus | 1989         |